# Barkåkra kyrka
Barkåkra kyrka är en kyrkobyggnad i Barkåkra. Den är församlingskyrka i Barkåkra församling i Lunds stift.  

## Kyrkobyggnaden
Kyrkan började byggas redan på 1100-talet. Det som finns kvar av denna äldsta kyrka är grund- och murpartier av långskeppets mittdelar. På 1400-talet blev kyrkan en prebendekyrka åt kantorn vid Lunds domkyrka. I samband med detta byggdes kyrkan ut. Man byggde ett vapenhus på södra långsidan som dock revs 1861. Det platta trätaket ersattes med kryssvalv som är putsade och försedda med målningar. 1826 byggde man en sakristia vid östra gaveln som revs 1924. Altaret flyttades då fram och den nuvarande sakristian finns bakom altaret. Den så kallade "nykyrkan", en i norr belägen tillbyggnad, byggdes 1802 och byggdes om 1924. Det är i denna tillbyggnad man i dag finner orgelläktaren från 1924. Under denna finns ett i dag igenmurat gravkor från 1600-talet genom ett gåvobrev från Kristian IV till Gabriel Kruse och dennes efterkommande på godset Ängeltofta. Som vederlag skulle ett landgille av en halv tunna smör varje år utgå från godset till kyrkan, något som inlöstes av svenska staten 1951. Några värjor och silverplåtar har tagits fram från koret och hänger i dag på väggen.
Kyrkans inre restaurerades 1980-81. Kyrkorummet blev med detta något kortare då man byggde en ny vägg vid vapenhuset som därmed blev större. På 60- och 70-talen har glasmålningar donerats, gjorda av Randi Fisher och Ralph Bergholtz.

## Inventarier
- Altartavlan målades av Johan Berg 1738-39. Den föreställer Jesu sista måltid med lärjungarna. På ömse sidor om altartavlan står två träskulpturer i naturlig storlek som föreställer Moses med lagtavlorna samt Jesus som herde.
- Altaruppsatsen är gjord av David Jastro, en bildhuggare från Helsingborg på 1700-talet, och är antagligen utförd på plats i Barkåkra. Den restaurerades 1983.
- Dopfunten härstammar troligen redan från 1100-talet. Den är utförd i sten och rymmer invändigt 65 liter vatten. Funten är rikt ornamenterad, speciellt på den fyrsidiga foten med olika monster samt en lilja med korsblomma - symboliserande de onda makter som dopet är tänkt att skydda mot, samt liljan som symboliserar det nya kristna livet.
- Predikstolen är från 1600-talet och har snidade sidostycken som föreställer evangelisterna. Den restaurerades 1983.
- Kyrkans första orgel från 1861 var placerad på en läktare över västra ingången, och måste därmed ha varit mycket liten. Den nuvarande orgeln från 1956 är av pneumatisk konstruktion och placerad i "nykyrkan".
- Votivskeppet och triumfkrucifix är från 1940-talets slut.
- I "nykyrkan" finns även en minnestavla som minner om flygolyckan med Linjeflyg Flight 277 i Vejby den 20 november 1964, med 31 dödsoffer.

### Orgel
- 1861 byggde Sven Fogelberg, Lund en orgel med 8 stämmor.
- 1918 byggde A. Mårtenssons Orgelfabrik AB, Lund en orgel med 15 stämmor.
- Den nuvarande orgeln byggdes 1956 av Wilhelm Hemmersam, Köpenhamn och är en mekanisk orgel med ny fasad.

| Manual I      | Manual II     | Pedal         | Koppel |
| Principal 8'  | Gemshorn 8'   | Subbas 16´    | I/P    |
| Gedackt 8'    | Rörflöjt 4'   | Gedackt 8'    | II/P   |
| Oktava 4'     | Principal 2'  | Kvintadena 2' | II/I   |
| Blockflöjt 2' | Scharf 2 chor | Fagott 16'    |        |
| Sifflöjt 1'   | Skalmeja 8'   |               |        |
| Mixtur 3 chor |               |               |        |

## Galleri

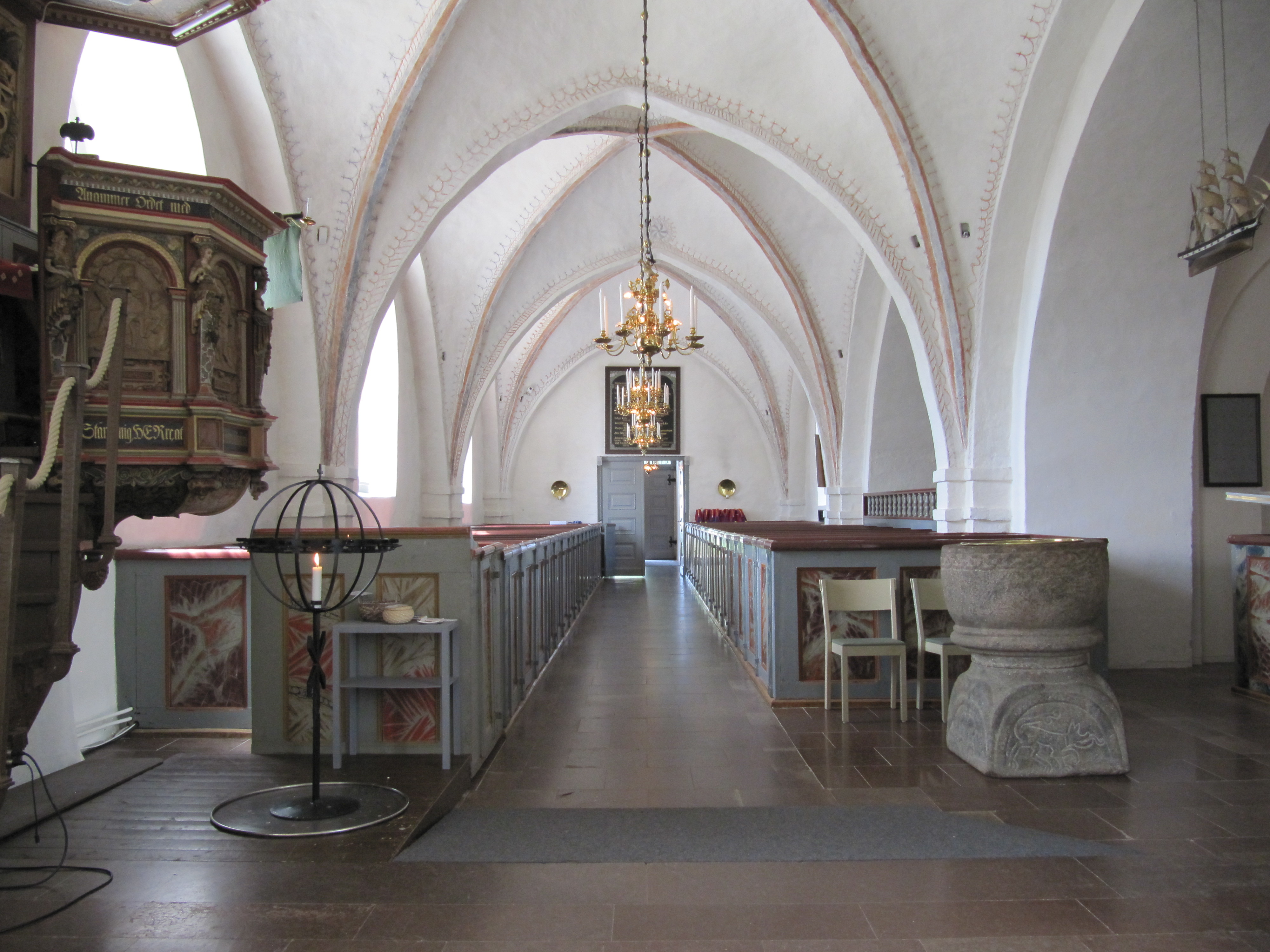
Kyrkorum mot väster
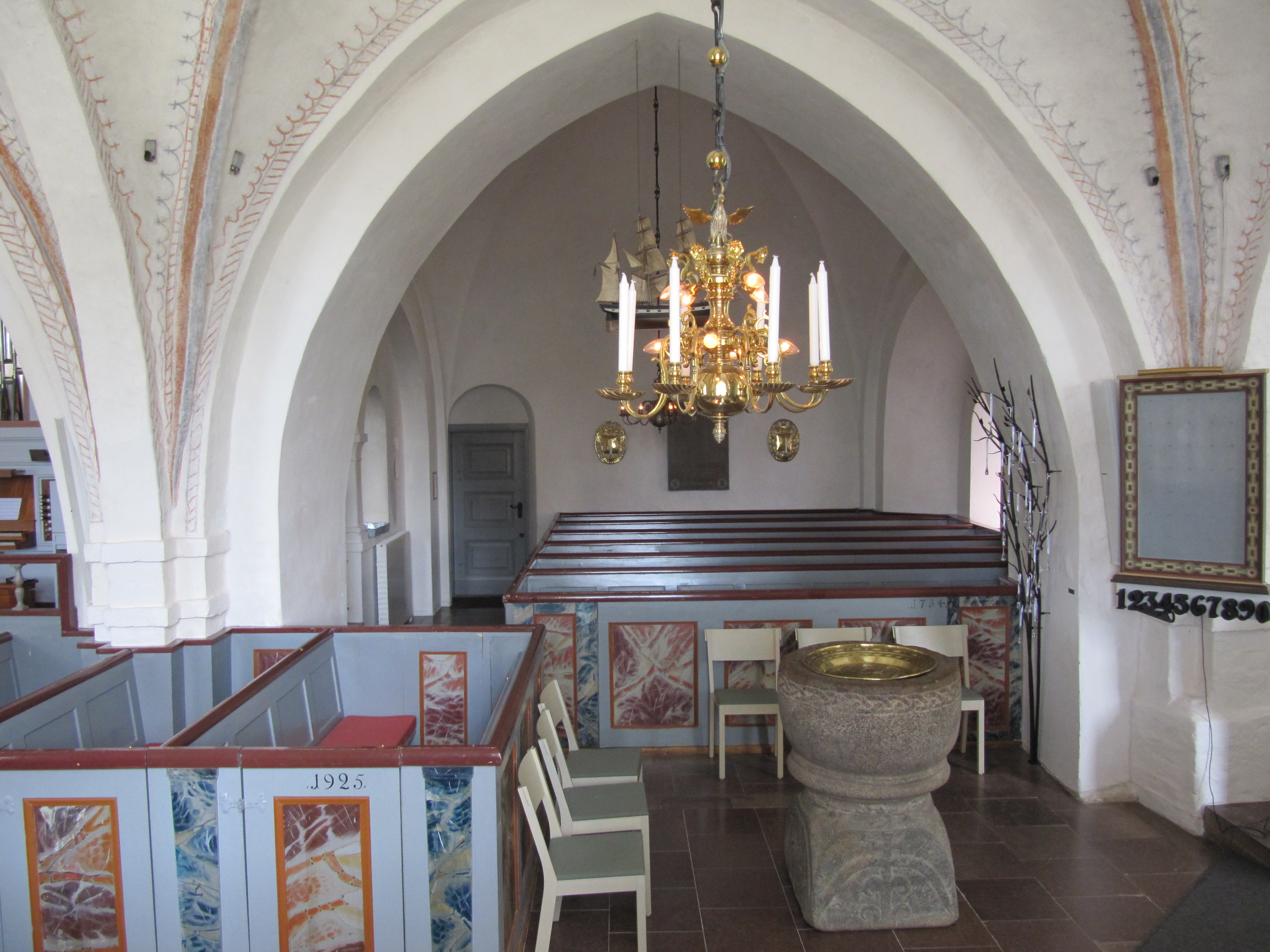
Kyrkorum mot norra korsarmen
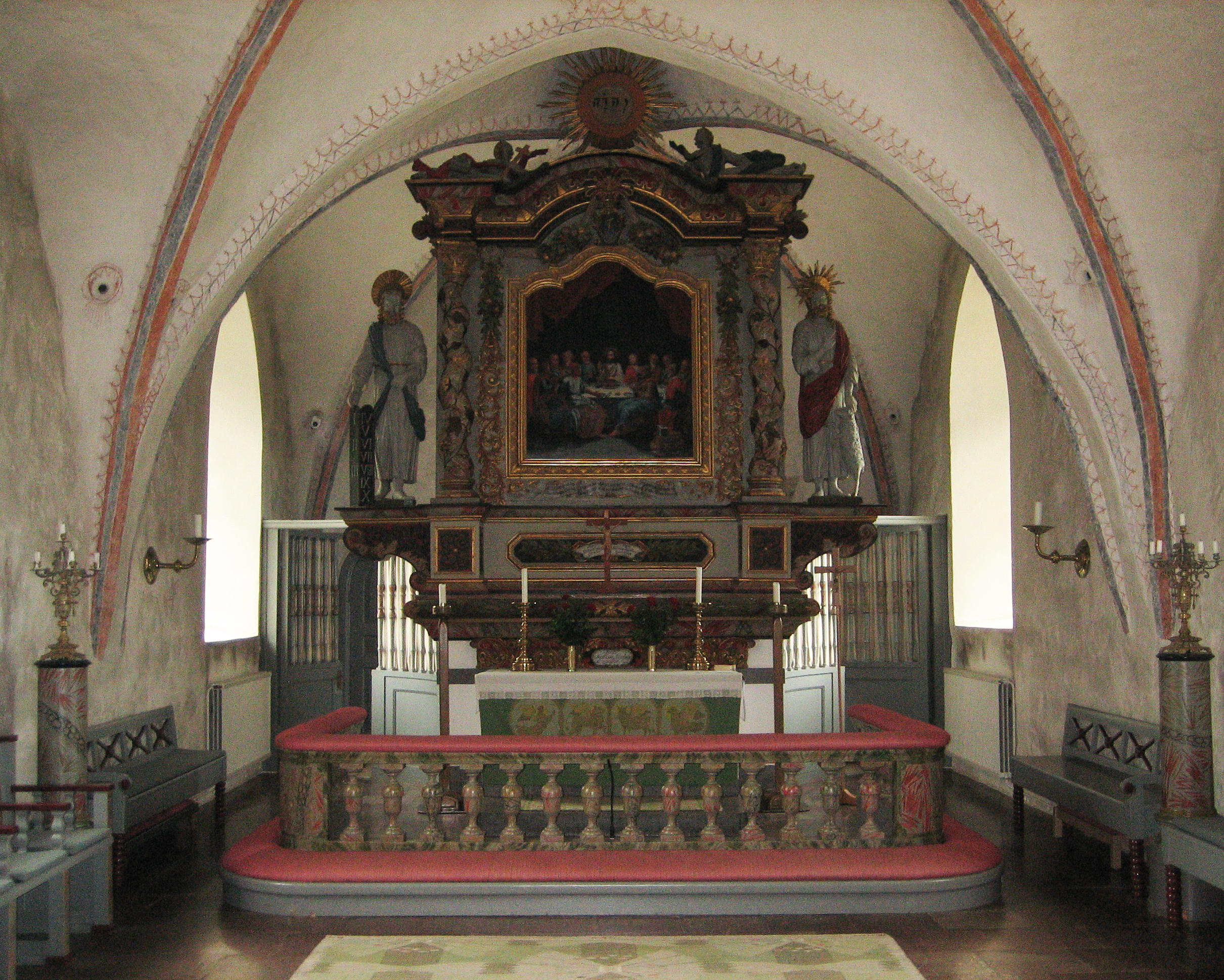
Altaret
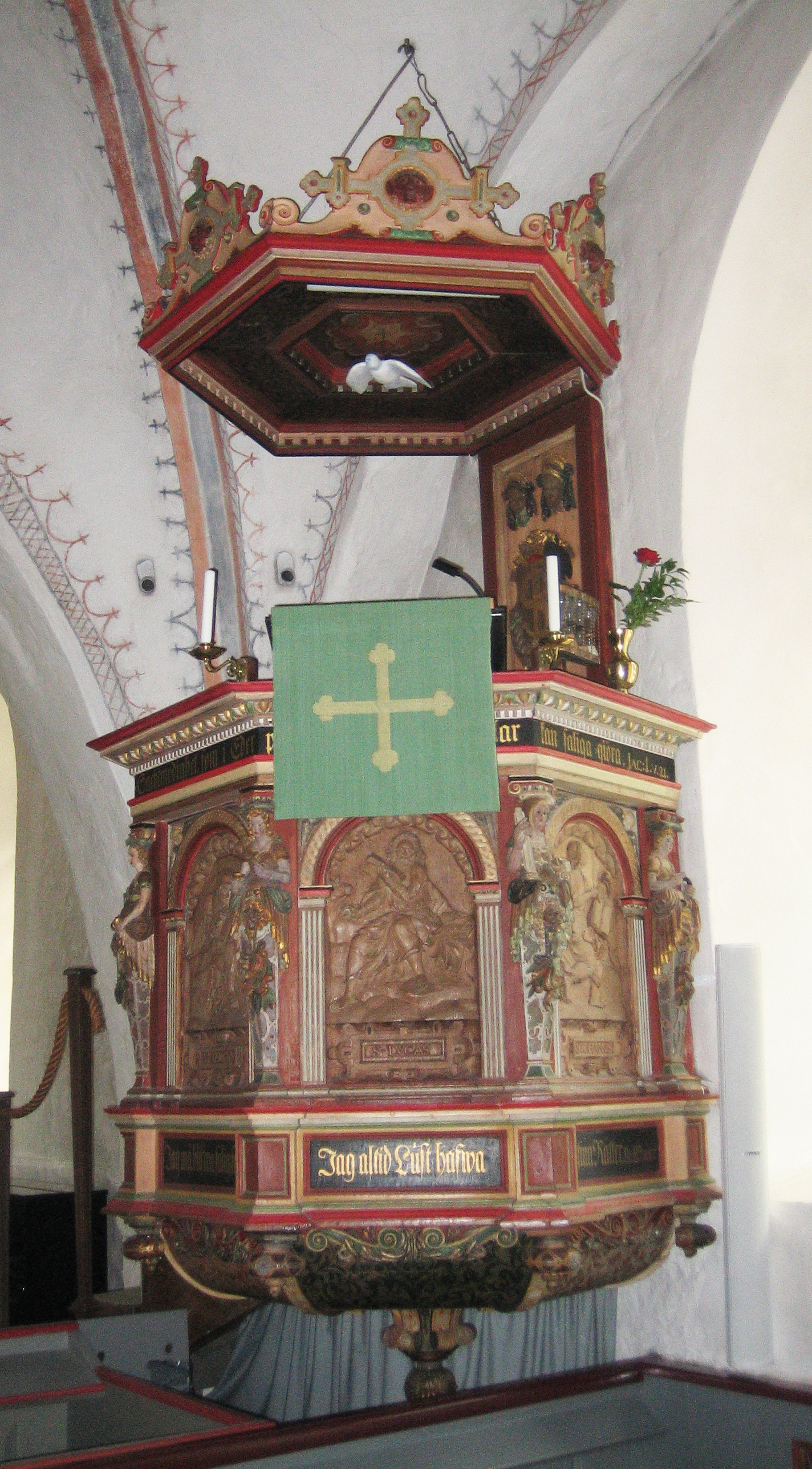
Predikstol
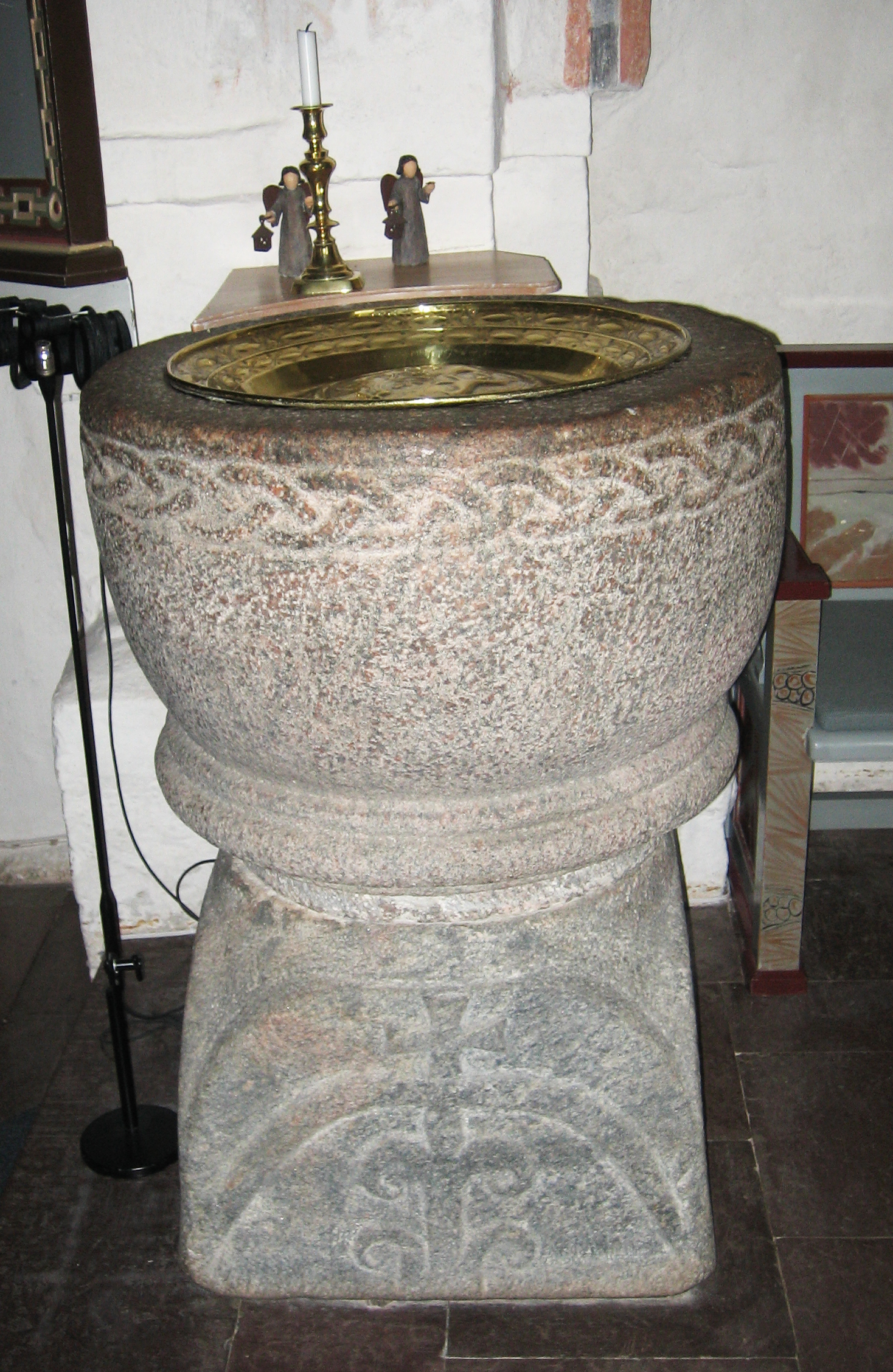
Dopfunt
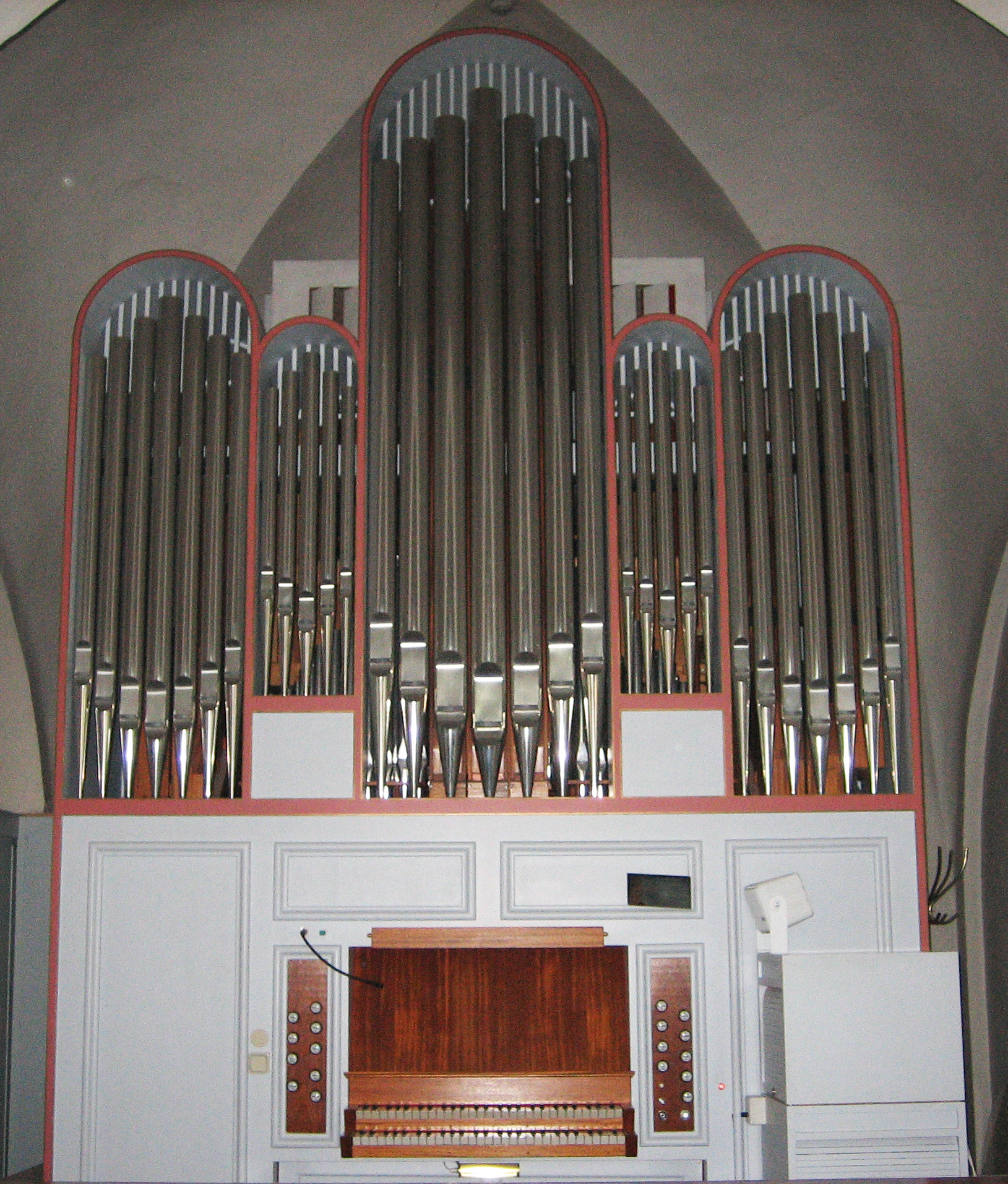
Orgeln
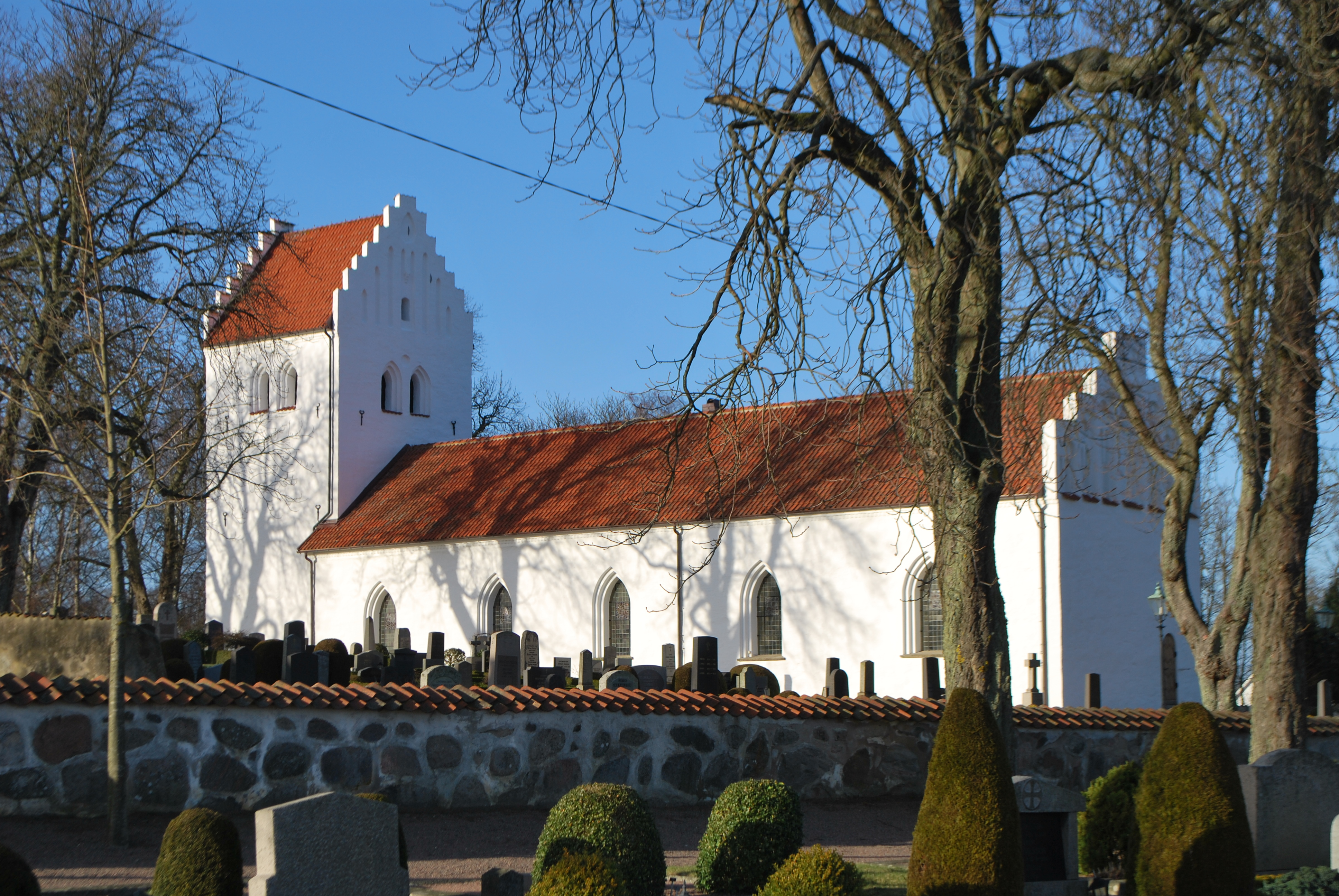
Kyrkan från sydost
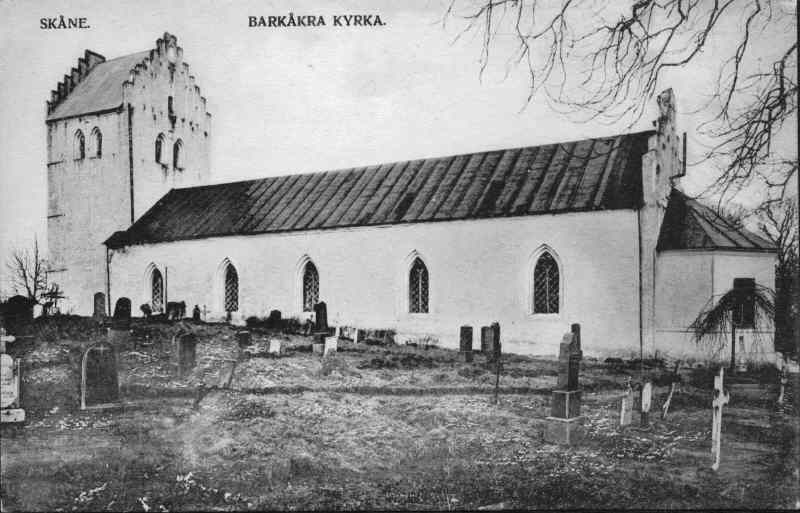
Gammal bild på kyrkan
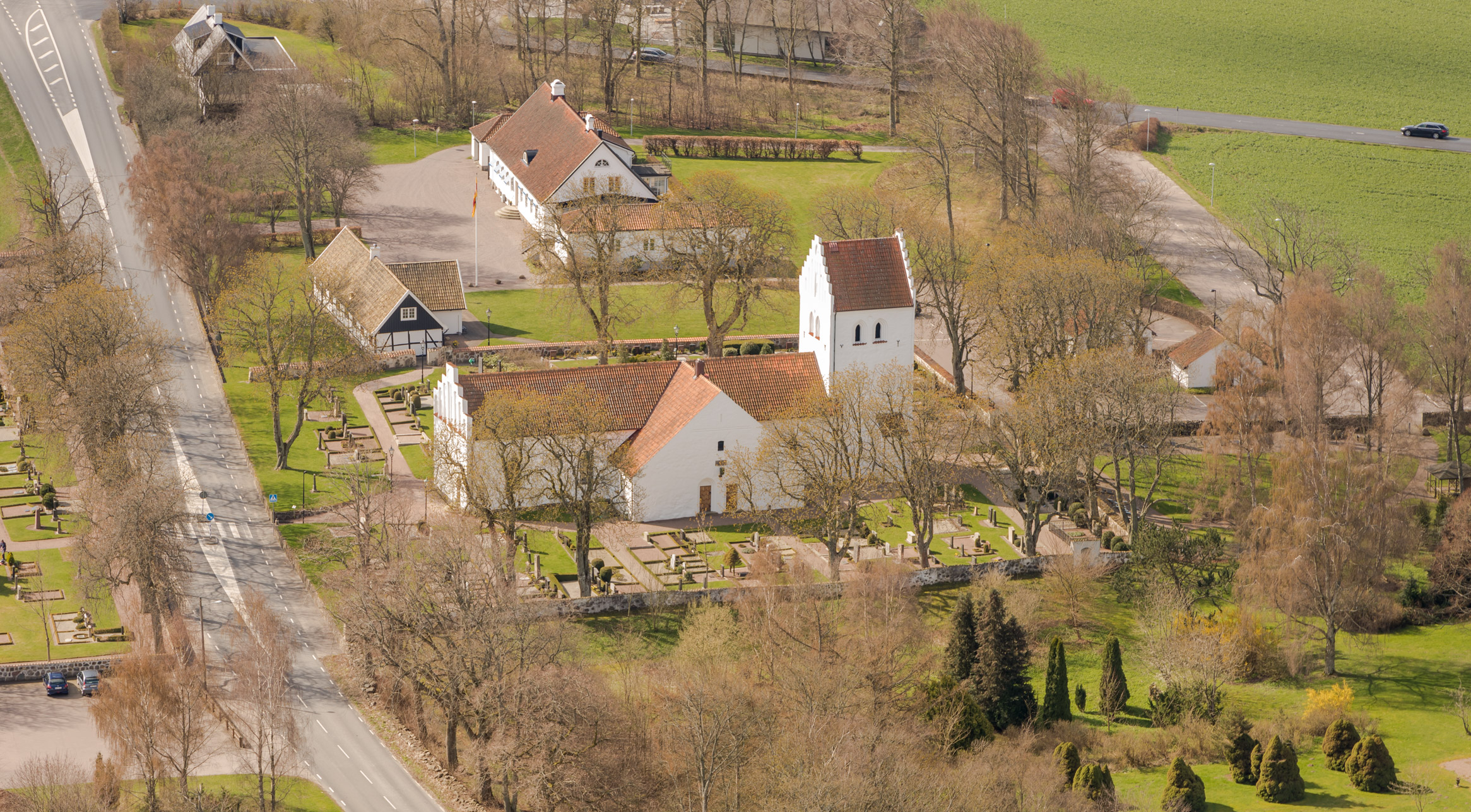
Flygvy från norr

### Webbkällor
- byggnadspresentation